# Tourisme au Zimbabwe
 (septembre 2019).
 (septembre 2019).
Si vous disposez d'ouvrages ou d'articles de référence ou si vous connaissez des sites web de qualité traitant du thème abordé ici, merci de compléter l'article en donnant les références utiles à sa vérifiabilité et en les liant à la section « Notes et références ».

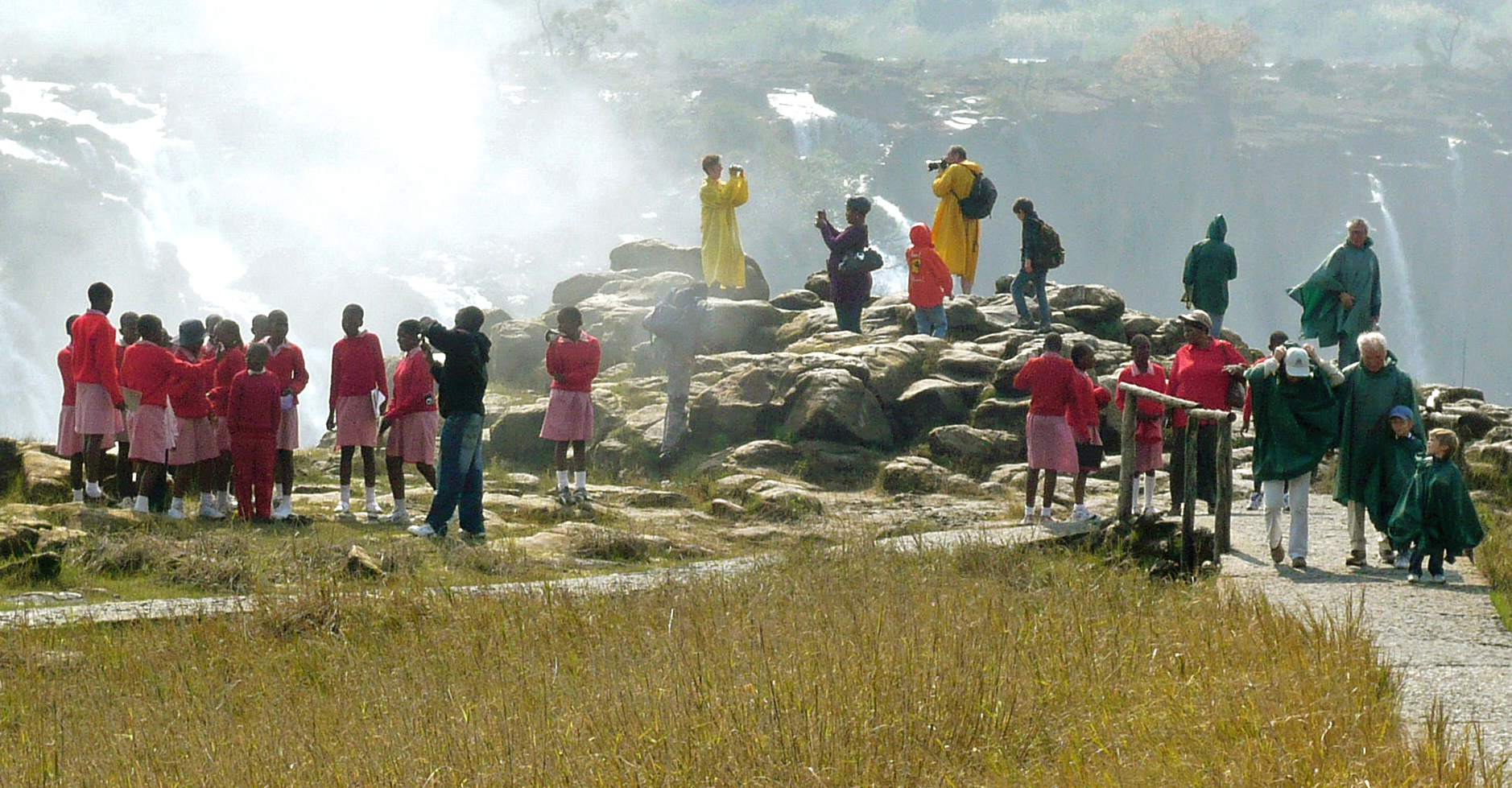
Groupes scolaires et visiteurs étrangers aux chutes Victoria.

Le tourisme au Zimbabwe enregistre des résultats mitigés, car les touristes occidentaux évitent le pays, inquiets à cause des sentiments anti-blancs. Le gouvernement compte cependant attirer des touristes chinois, mais ceux-ci devraient difficilement combler le vide laissé par des touristes occidentaux détenteurs de devise. En net recul ces cinq dernières années, la fréquentation, avec plus de 495 000 visiteurs, a légèrement augmenté durant le premier semestre 2006. 

## Sites touristiques

### Harare

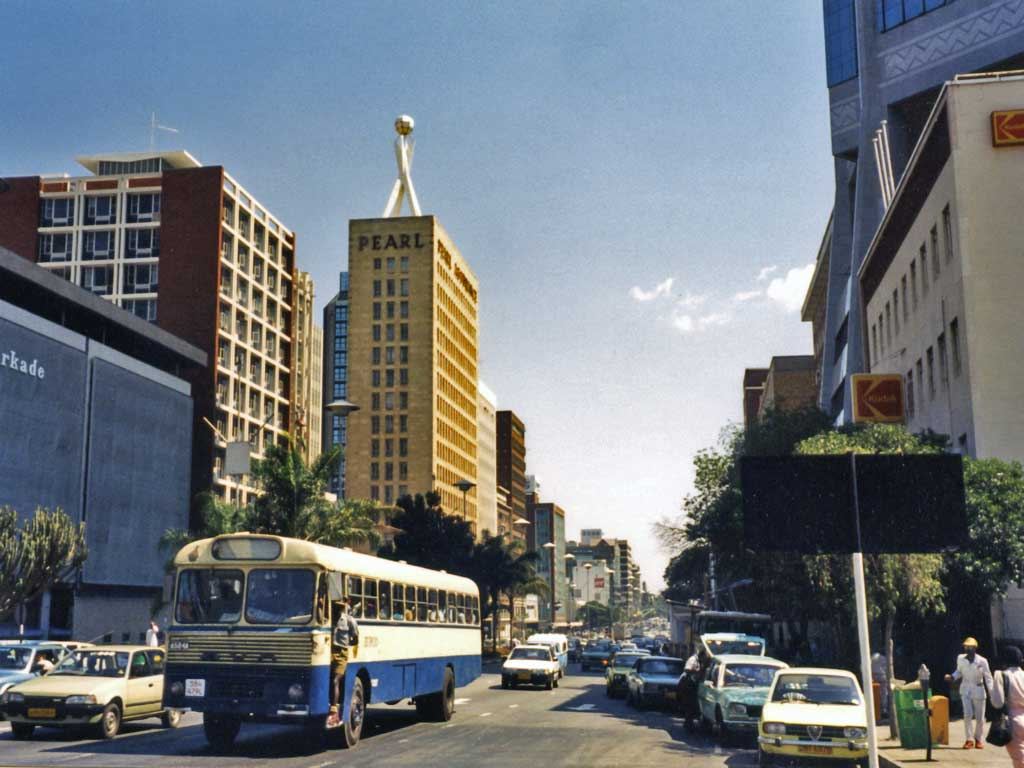
Centre-ville d'Harare (1995)

Harare est la capitale et le cœur du pays. Véritable vitrine du Zimbabwe, elle est le centre des activités économiques. De son passé colonial, elle garde une certaine atmosphère européenne.
Harare Gardens : le plus grand parc de la ville. On y trouve la galerie nationale, une piscine, un bowling, un théâtre et une "mini forêt tropicale". Il est recommandé d'éviter une fois la nuit tombée.
La Galerie nationale: depuis sa création en 1957, elle a rassemblé un grand nombre d'œuvres issues du continent, particulièrement en ce qui concerne les sculptures shonas.
Le Kopje : cette colline offre une vue imprenable de la ville.
Mbare : la banlieue d'Harare abrite le plus grand marché du pays.

### Chutes Victoria / Mosi-oa-Tunya

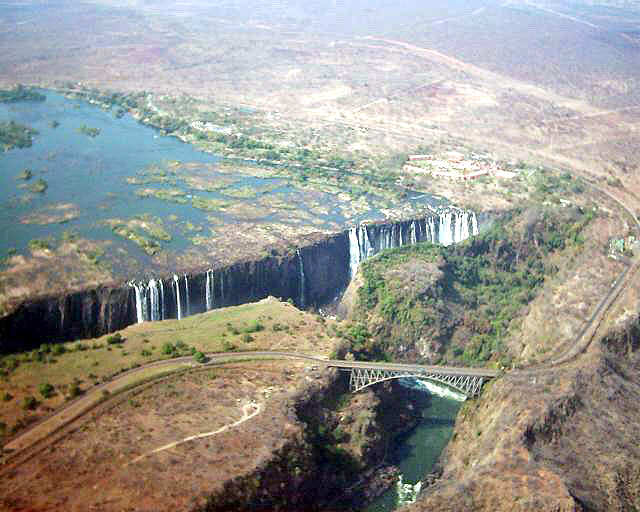
Chutes vue du ciel

Grand lieu touristique d'Afrique, les chutes Victoria sont l'une des plus spectaculaires chutes d'eau du monde. Situées sur le fleuve Zambèze, elles constituent la limite entre les territoires du Zimbabwe et celui de la Zambie.
Hautes de 128 mètres, chaque minute 550 000 m³ d'eau s'y engouffrent.
De par leur disposition particulière, elles se jettent dans une longue faille du plateau, pour s'échapper par un étroit canyon. Elles donnent un spectacle particulièrement remarquable.
La promenade à pied au-dessus des chutes offre, de superbes points de vue, et l'on peut y apercevoir des crocodiles, des phacochères, des hippopotames, antilopes et même éléphants, buffles et lions.
Les chutes Victoria font partie du patrimoine mondial de l'UNESCO.

### Parc national Hwange

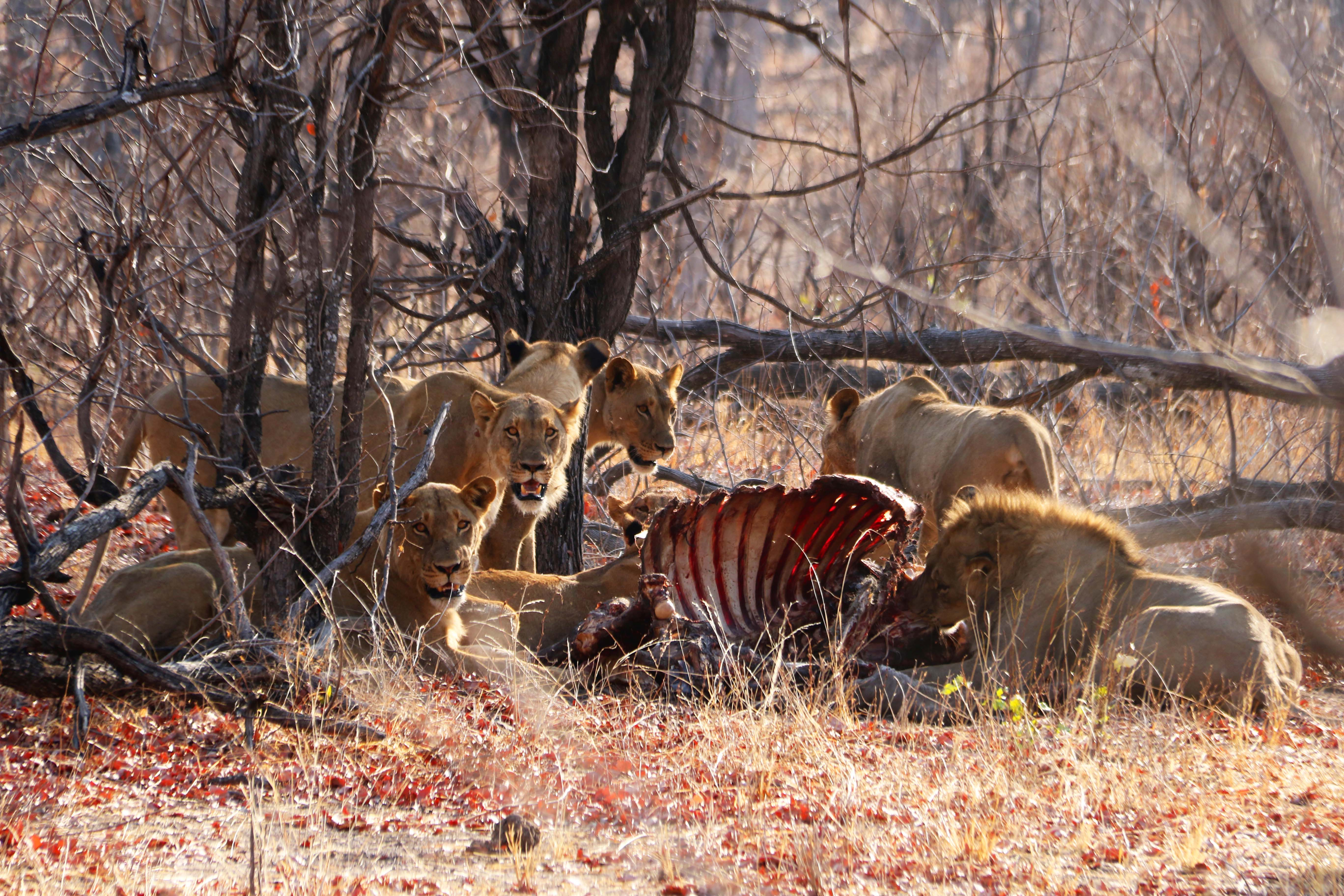
Troupe de lions à Hwange

Le Parc national Hwange s'étend sur 14 620 km² et comprend neuf des dix espèces protégées du pays dont des rhinocéros et des éléphants. 
On y dénombre plus de 107 espèces de mammifères et 450 espèces d'oiseaux.
Les vastes étendues du sud-est sont peuplées de troupeaux d'antilopes, de zèbres, de buffles, d'éléphants et d'une importante population de babouins. Tandis que les collines de l'ouest abritent plusieurs grands félins parmi lesquels : lions, léopards, guépards, hyènes, chacals.

### Parc national de Mana Pools
- Parc national de Mana Pools

### Les Monts Matobo

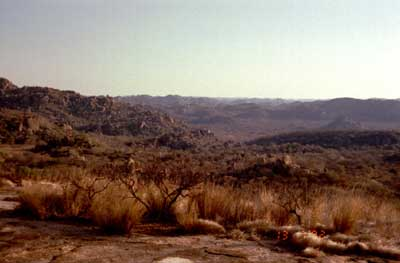
Les Monts Matobo

La chaîne de montagne des Monts Matobo, située au sud de la ville de Bulawayo, abrite un des plus importants gisements de traces, outils, mais surtout art rupestre, datant de l'âge de la pierre en Afrique australe.
Le parc offre également une grande diversité de faune : aigles, faucons africains, hiboux-aigles du Cap, rhinocéros blancs et rhinocéros noirs, girafes, zèbres.
Le Britannique Cecil Rhodes est enterré en ces lieux à sa propre demande.
Les monts Matobo sont inscrits sur la liste du patrimoine mondial de l'UNESCO depuis 2003.
Les pierres branlantes du Zimbabwe (en) sont également remarquables.

### Monument national du Grand Zimbabwe

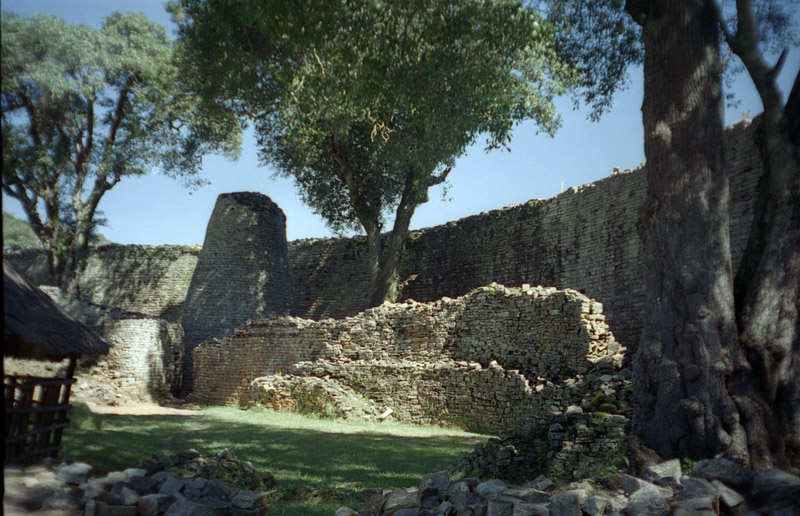
Partie des ruines du Grand Zimbabwe

Le Grand Zimbabwe fut la plus grande cité médiévale de l'Afrique sub-saharienne entre le XIIIe et le XVe siècle. Elle fut autrefois le centre d'un vaste empire connu sous le nom d'Empire Monomotapa.
On considère généralement que les premiers résidents du Grand Zimbabwe, le peuple Shona, s'implanta ici vers 400 avant Jésus-Christ. Personne ne sait exactement pourquoi le site fut abandonné. Peut être à cause de la sécheresse, à des épidémies ou simplement au tarissement des mines d'or de la région.
Le Grand Zimbabwe est inscrit sur la liste du patrimoine mondial de l'UNESCO depuis 1986.

### Ruines de Khami

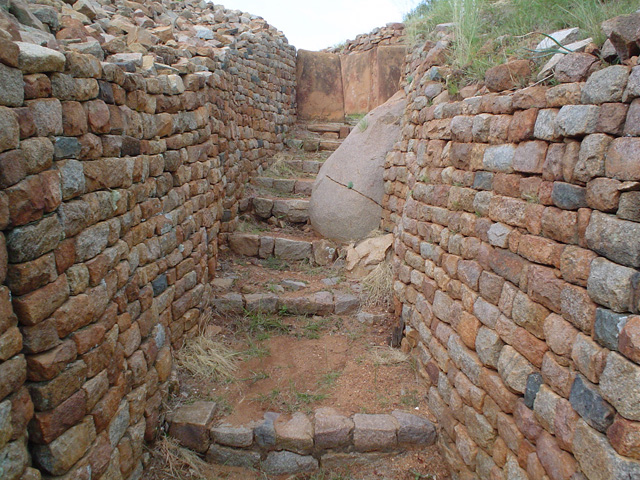
Ruines de Khami.

Khami (sud-ouest) abrite les ruines de la capitale de l'ancien et riche Royaume de Butua (1450-1683), près de Bulawayo (sud-ouest).
Dans la même région, ruines de Danangombe (en) ou Danan'ombe, anciennement Dhlo-Dhlo ou Ndo-Dlo, et de  de Naletale (en), datant de l'Empire rozvi (1686-1866), de culture kalanga.
Dans la même zone également, se trouve le site archéologique de Leopard's Kopje, de l'Âge du fer, en liaison avec l'empire Mapungubwe (1075-v1350), de la vallée du Limpopo.

### Nyanga

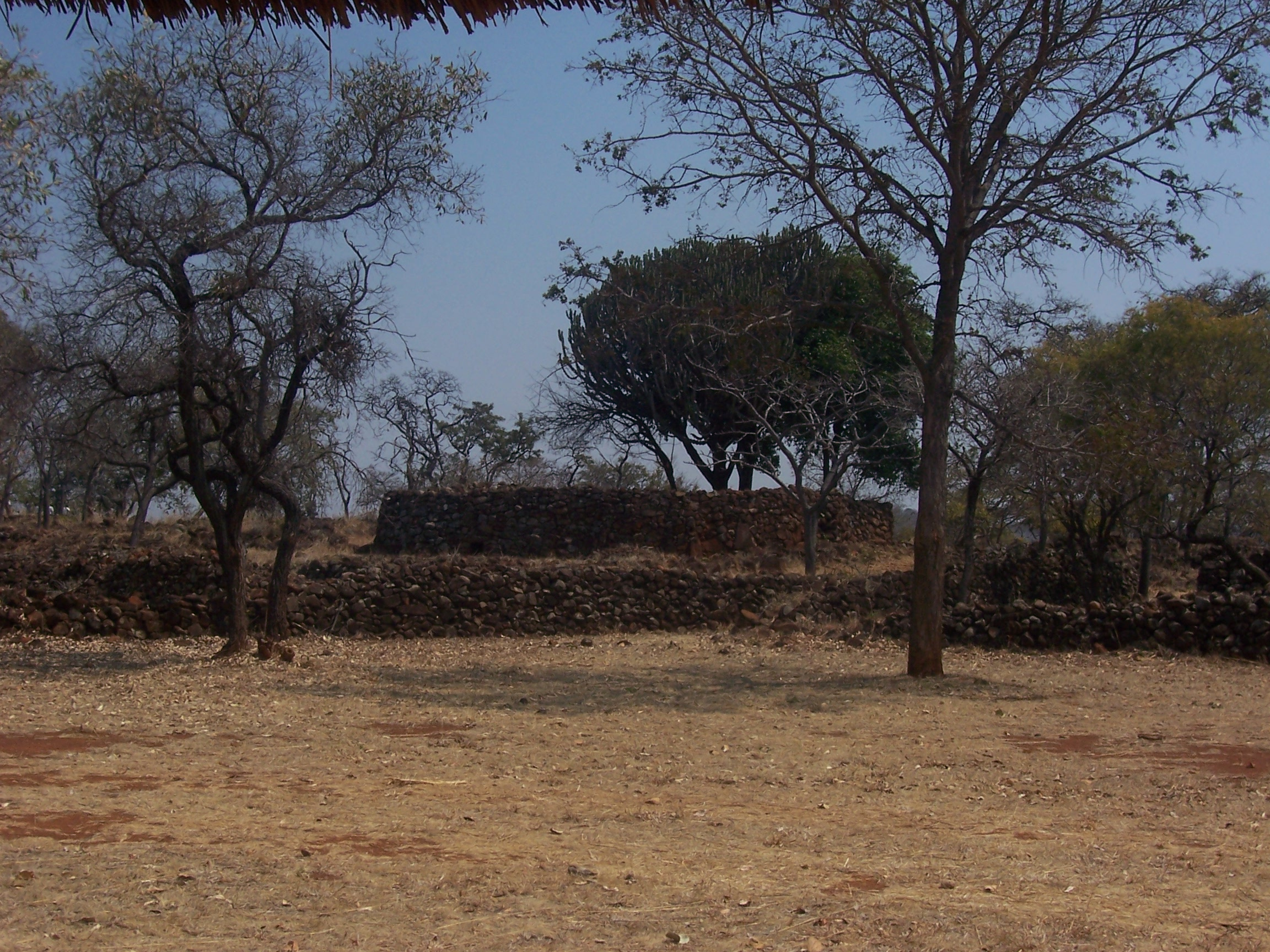
Ruines de Ziwa.

Près de Nyanga (nord-est) se trouve le site archéologique de Ziwa (en), datant de l'Âge de fer agricole, plus précisément du XVe siècle.

## Nombre de touristes par pays
La plupart des visiteurs arrivant au Zimbabwe pour des séjours de courte durée sont originaires des pays suivants:
| Country                          | 2017      | 2016      | 2015      | 2014      |
| -------------------------------- | --------- | --------- | --------- | --------- |
| Afrique du Sud                   | 716,234   | 736,993   | 744,627   | 607,616   |
| Malawi                           | 407,006   | 409,302   | 320,181   | 321,874   |
| Zambie                           | 353,214   | 310,495   | 327,559   | 285,727   |
| Mozambique                       | 189,237   | 171,684   | 181,435   | 169,829   |
| Botswana                         | 101,845   | 94,347    | 70,354    | 71,384    |
| États-Unis                       | 101,206   | 82,699    | 66,577    | 57,410    |
| Royaume-Uni et Irlande           | 73,552    | 32,457    | 53,528    | 38,606    |
| Allemagne                        | 37,304    | 28,929    | 26,355    | 24,572    |
| Japon                            | 34,214    | 22,566    | 12,713    | 18,443    |
| République démocratique du Congo | 33,811    | 26,223    | 26,422    | 28,368    |
| Total                            | 2,422,930 | 2,167,686 | 2,056,588 | 1,880,028 |